# اولگا سوینوخوا
اولگا سوینوخوا (انگلیسی: Olga Svinukhova؛ زادهٔ ۳ ژوئیهٔ ۱۹۶۹) بازیکن فوتبال اهل روسیه است.